# 진천 김씨
진천 김씨(鎭川金氏)는 충청북도 진천군을 본관으로 하는 한국의 성씨이다.
시조 김사혁(金斯革)은 진천 출신이며, 강릉 김씨의 시조 김주원(金周元)의  후손이다. 그는 고려에서 행영병마부사(行營都兵馬副使)와 추밀원사(樞密院使) 등의 관직을 지냈다.

## 참고 자료
- “진천김씨(鎭川金氏)”. 뿌리를 찾아서.[깨진 링크(과거 내용 찾기)]